# Platylepis heteromorpha
Platylepis heteromorpha är en orkidéart som beskrevs av Heinrich Gustav Reichenbach. Platylepis heteromorpha ingår i släktet Platylepis och familjen orkidéer.
Artens utbredningsområde är Samoa. Inga underarter finns listade i Catalogue of Life.